# Economia do Brasil
A economia do Brasil é historicamente a maior da América Latina e do Hemisfério Sul em termos nominais. De acordo com dados de 2024, é a terceira maior economia do continente americano, atrás apenas da economia dos Estados Unidos e do Canadá, e a segunda maior em paridade de poder de compra. Classificada como economia mista em desenvolvimento de renda média-alta, é, de acordo com o Fundo Monetário Internacional (FMI), a décima maior economia do mundo em 2024, com um produto interno bruto (PIB) de 10,9 trilhões de reais, ou 2,127 trilhões de dólares nominais, e o sétimo maior PIB de paridade de poder de compra. Segundo dados da revista Forbes, o Brasil, em 2024, é o 7.º maior país do mundo em número de bilionários, sendo São Paulo lar de cerca de 40% dos ultrarricos do país (97 de 239), além de ser o estado e cidade, respectivamente, mais ricos do país, com o estado representando 31,1% do produto interno bruto nacional; dessa forma, se fosse um país soberano, seu PIB nominal seria o 21.º maior do mundo (estimativa de 2020). O Brasil é um dos quinze principais estados industriais do mundo, de acordo com a Organização Internacional do Trabalho (dados de 2022). Ainda conforme o relatório do Fundo Monetário Internacional de 2017, o Brasil era o 65.º país do mundo no ranking do PIB per capita (que é o valor final de bens e serviços produzidos num país num dado ano, dividido pela população desse mesmo ano), com um valor de 10 019 dólares estadunidenses por habitante.
O Brasil é uma das chamadas potências emergentes: é o "B" do grupo BRICS. É membro de diversas organizações econômicas, como o Mercado Comum do Sul (Mercosul), a União de Nações Sul-Americanas (UNASUL), o G8+5, o G20 e o Grupo de Cairns. Tem centenas de parceiros comerciais, e cerca de 60% das exportações do país referem-se a produtos manufaturados e semimanufaturados. Os principais parceiros comerciais do Brasil em 2008 foram: Mercosul e América Latina (25,9% do comércio), União Europeia (23,4%), Ásia (18,9%), Estados Unidos (14,0%) e outros (17,8%). Alguns especialistas em economia, como o analista Peter Gutmann, afirmam que em 2050 o Brasil poderá vir a atingir estatisticamente o padrão de vida verificado em 2005 nos países da Zona Euro. De acordo com previsão do Goldman Sachs, o Brasil atingirá em 2050 um PIB de 11,3 trilhões de dólares e um PIB per capita de 49 759 dólares estadunidenses, tornando-se a quarta maior economia do planeta.
Importantes passos foram dados na década de 1990 para estabilizar a economia, como sustentabilidade fiscal, medidas tomadas para liberalizar e abrir a economia, e assim impulsionaram significativamente os fundamentos do país em matéria de competitividade, proporcionando um melhor ambiente para o desenvolvimento do setor privado. Porém, o Brasil ainda figura entre os piores países do mundo quando se trata de competitividade: ficou 61.º dentre as 63 economias analisadas pelo International Institute for Management Development (IMD) em 2017. O estudo avalia as condições oferecidas pelos países para que as empresas que neles atuam tenham sucesso nacional e internacionalmente, promovendo crescimento e melhorias nas condições de vida da sua população. Na análise, os critérios avaliados são: desempenho econômico, infraestrutura e eficiência dos seus governos e empresas. O país ainda ficou na 80.ª posição entre os 137 países analisados no índice de competitividade do Fórum Econômico Mundial de 2017.
A economia brasileira tem a característica de ser concentrada no Estado. O estado brasileiro tem participações em mais de 650 empresas, envolvidas em um terço do PIB nacional. Em 2018 foi considerado o 153º entre 180 países com mais liberdade econômica pela Heritage Foundation. Outro estudo de 2018 apontou o Brasil como o segundo país mais fechado do mundo para o comércio internacional. Graças a esses números, o Brasil responde por apenas 1,2% das transações comerciais mundiais.
O país dispõe de setor tecnológico sofisticado e desenvolve projetos que vão desde submarinos a aeronaves (a Embraer é a terceira maior empresa fabricante de aviões no mundo). O Brasil também está envolvido na pesquisa espacial. Possui um centro de lançamento de satélites e foi o único país do Hemisfério Sul a integrar a equipe responsável pela construção do Estação Espacial Internacional (EEI). É também o pioneiro na introdução, em sua matriz energética, de um biocombustível - o etanol produzido a partir da cana-de-açúcar. Em 2008, a Petrobras criou a subsidiária, a Petrobras Biocombustível, que tem como objetivo principal a produção de biodiesel e etanol, a partir de fontes renováveis, como biomassa e produtos agrícolas.

## História

### Primórdios
Quando os exploradores portugueses chegaram no século XV, os povos indígenas do Brasil totalizavam cerca de 2,5 milhões de pessoas, que praticamente viviam de maneira inalterada desde a Idade da Pedra. Da colonização portuguesa do Brasil (1500-1822) até o final dos anos 1930, os elementos de mercado da economia brasileira basearam-se na produção de produtos primários para exportação. Dentro do Império Português, o Brasil era uma colônia submetida a uma política imperial mercantil, que teve dois grandes ciclos de produção econômica: o açúcar e o ouro. A economia do Brasil foi fortemente dependente do trabalho escravizado africano até o fim do século XIX — inícios do ciclo do café. Desde então, o Brasil viveu um período de crescimento econômico e demográfico forte, acompanhado de imigração em massa da Europa (principalmente de Portugal, Itália, Espanha e Alemanha) até os anos 1930. Na América, os Estados Unidos, o Brasil, o Canadá e a Argentina (em ordem decrescente) foram os países que receberam a maioria dos imigrantes. No caso do Brasil, as estatísticas mostram que 4,5 milhões de pessoas emigraram para o país entre 1882 e 1934.

### Industrialização e desenvolvimentismo
Nacional-desenvolvimentismo é geralmente o nome que se dá ao acelerado processo de crescimento da renda per capita entre 1930 e 1980. É a fase do fortalecimento da nação brasileira e da industrialização, na qual a renda por habitante cresce em média 2,8% ao ano. O período começa com o governo Vargas, no qual é autoritário entre 1937 e 1945; torna-se democrático entre 1945 e 1964; passa por uma crise entre 1961 e 1964. Nesse período, em que as grandes figuras foram Getúlio Vargas e Juscelino Kubitschek o Estado desempenhou um papel ativo na industrialização do país, protegendo a indústria nacional através de um regime de substituição de importações.

### Milagre econômico
Entre 1969 e 1973, o Brasil viveu o chamado Milagre Econômico, quando um crescimento acelerado da indústria gerou empregos e aumentou a renda de muitos trabalhadores. Houve, porém, ampliação da concentração de renda. O principal motivo era a defasagem dos salários mais baixos. Por exemplo, o salário-mínimo real, apesar de cair menos do que no período entre 1964 e 1966, quando sofreu uma diminuição de 25%, baixou mais 15% entre 1967 e 1973. Era a famosa teoria de "fazer crescer o bolo para dividir depois". Neste período com intuito de romper a estagnação que se seguira ao governo Kubitschek, e visando estimular o crescimento econômico, além de promover a integração nacional, o governo militar tratou de implementar vários programas nas áreas de transportes, energia e de estratégia militar.

### Governo Fernando Henrique
O Brasil atrelou a sua moeda, o real, ao dólar americano em 1994. No entanto, após a crise financeira da Ásia Oriental, a crise russa em 1998 e uma série de eventos adversos financeiros que se seguiram, o Banco Central do Brasil alterou temporariamente sua política monetária para um regime de flutuação gerenciada, enquanto atravessava uma crise de moeda, até que definiu a modificação do regime de câmbio livre flutuante em janeiro de 1999.
O país recebeu um pacote de resgate de US$ 30,4 bilhões do Fundo Monetário Internacional em meados de 2002, uma soma recorde.

### Era Lula
A política econômica do segundo mandato de Fernando Henrique Cardoso, baseada no câmbio flutuante e numa política monetária austera visando ao controle da inflação, foi mantida no governo Lula. Do ponto de vista fiscal, o controle do superavit se deu através de um aumento substancial de arrecadação que contrabalançou a significativa elevação nos gastos públicos. A unificação dos programas redistributivos sob o nome de Bolsa Família foi uma das principais bandeiras de Luiz Inácio Lula da Silva. Durante seu governo, o Brasil pagou o empréstimo do FMI em 2005, embora pudesse pagá-la até 2006.
A Era Lula foi o mais próspero período da economia brasileira em três décadas. Teve também o menor período recessivo da história do país — seis meses, durante os impactos da crise mundial de 2007 e 2008. Nos seus dois mandatos, Lula empreendeu reformas e mudanças radicais que produziram transformações sociais e econômicas no Brasil, que triplicou seu PIB per capita e alcançou o grau de investimento pela agência de classificação de risco Standard & Poor's. Em 2010, último ano do Governo Lula, o PIB brasileiro cresceu 7,5%.
Em 2022, Lula vence o segundo turno e volta para o terceiro mandato de presidente para o início de 2023. Durante seu primeiro ano de governo em 2023, a economia do país voltou a apresentar crescimento acima do esperado e, de acordo com o FMI, o Brasil voltou à lista das dez nações com maior peso econômico global, o que não acontecia desde 2019.

### Crise de 2014

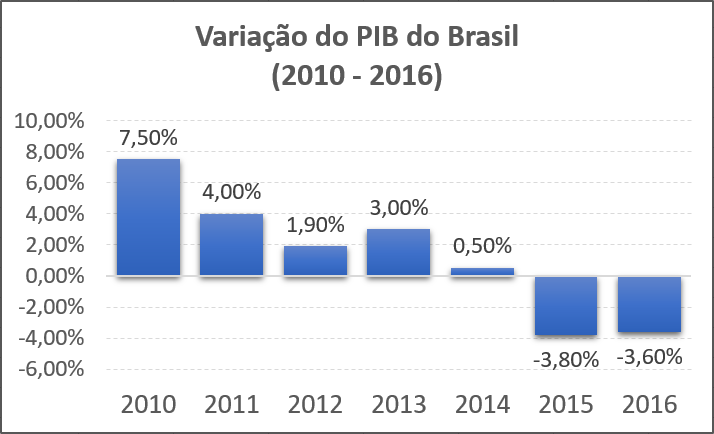
Alteração percentual do PIB por ano, segundo o IBGE. Percebe-se o baixo crescimento em 2014 e as fortes quedas nos anos seguintes.

Em meados de 2014, durante o governo Dilma Rousseff, teve início uma forte crise econômica. Uma de suas consequências foi a forte recessão econômica. Entre as causas apontadas para a crise estão a queda no preço das commodities, junto com a desaceleração da economia chinesa, erros nas políticas macroeconômicas e instabilidade política.
Os sinais de que uma forte recessão viria já foram percebidos por alguns especialistas devido a uma recessão técnica em 2014 e, posteriormente, ao pequeno crescimento nesse mesmo ano, que foi de apenas 0,5%. Em 2015, a economia contraiu-se em 3,8%, sendo a pior recessão desde 1990, durante o governo Collor. Porém, em 2016, o Produto Interno Bruto (PIB) teve outra queda forte, o que fez com que a recessão se tornasse a pior da história. Foi a primeira vez, desde a década de 30, que o país esteve em recessão por dois anos seguidos, segundo algumas fontes.
Várias medidas, em sua maioria impopulares, foram implementadas ou propostas pelo governo Michel Temer tendo como objetivo recuperar a economia do país, entre elas a reforma trabalhista de 2017 e a implementação do Novo Regime Fiscal.
Durante o governo Bolsonaro, o Brasil saiu do top 10 maiores economia do mundo: em 2020, ficou na 12.ª colocação, e decaiu ainda mais no ano posterior para a 14.ª posição. Apresentou, ainda em 2020, um tombo de 4,1%, registrando a maior contração desde o início da série histórica atual do IBGE, iniciada em 1996. Porém, o país voltou a posicionar-se entre as 10 maiores economia em 2023.

## Componentes da economia

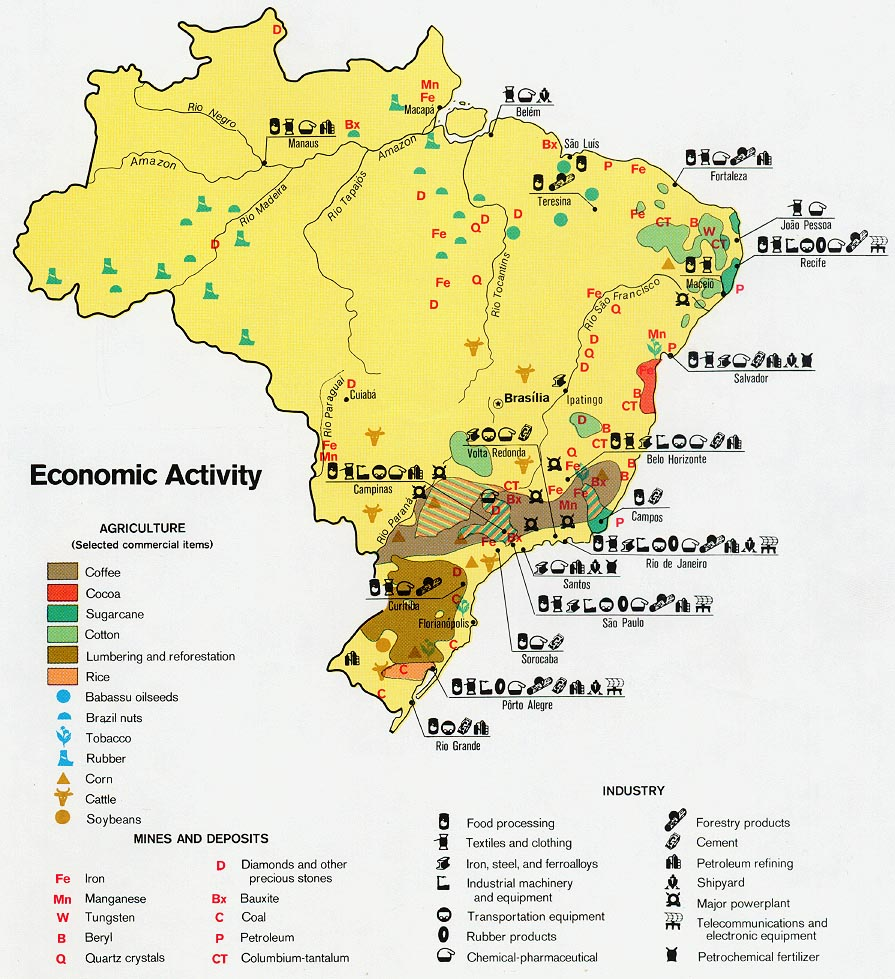
Mapa econômico do Brasil (1977).

O setor de serviços responde pela maior parte do PIB, com 66,8%, seguido pelo setor industrial, com 29,7% (estimativa para 2007), enquanto a agricultura representa 3,5%  (2008 est). A força de trabalho brasileira é estimada em 100,77 milhões, dos quais 10% são ocupados na agricultura, 19% no setor da indústria e 71% no setor de serviços.[carece de fontes?]

### Agropecuária
O Brasil é o maior produtor mundial de cana-de-açúcar, soja, café, laranja, guaraná, açaí e castanha do pará; é um dos 5 maiores produtores de milho, mamão, tabaco, abacaxi, banana, algodão, feijão, coco, melancia e limão; e é um dos 10 maiores produtores mundiais de cacau, caju, abacate, caqui, manga, goiaba, tangerina, arroz, sorgo e tomate. Também está entre os 15 maiores produtores mundiais de uva, maçã, melão, amendoim, figo, pêssego, cebola, borracha natural e azeite de dendê
Na pecuária, o Brasil é o maior exportador mundial de carne de frango: 3,77 milhões de toneladas em 2019. O país é dono do segundo rebanho do maior rebanho bovino do mundo, 22,2% do rebanho mundial. O país foi o segundo maior produtor de carne bovina em 2019, responsável por 15,4% da produção mundial. Foi também o terceiro maior produtor de leite do mundo em 2018. Este ano o país produziu 35,1 bilhões de litros. Em 2019, o Brasil era o 4º maior produtor de carne de porco do mundo, com quase 4 milhões de toneladas.
O desempenho da agricultura brasileira põe o agronegócio em uma posição de destaque em termos de saldo comercial do Brasil, apesar das barreiras alfandegárias e das políticas de subsídios adotadas por alguns países desenvolvidos. Em 2010, segundo a OMC o país foi o terceiro maior exportador agrícola do mundo, atrás apenas de Estados Unidos e da União Europeia.
No espaço de cinquenta e cinco anos (de 1950 a 2005), a população brasileira passou de aproximadamente 52 milhões para cerca de 185 milhões de indivíduos, ou seja, um crescimento demográfico médio de 2% ao ano.  A fim de atender a essa demanda,  uma autêntica revolução verde teve lugar, permitindo que o país criasse e expandisse seu complexo setor de agronegócio. No entanto, a expansão da fronteira agrícola se deu à custa de grandes danos ao meio ambiente, destacando-se o desmatamento de grandes áreas da Amazônia, sobretudo nas últimas quatro décadas.
A importância dada ao produtor rural tem lugar na forma do Plano da Agricultura e Pecuária e através de outro programa especial voltado para a agricultura familiar (Pronaf), que garantem o financiamento de equipamentos e da cultura, incentivando o uso de novas tecnologias e pelo zoneamento agrícola. Com relação à agricultura familiar, mais de 800 mil habitantes das zonas rurais são auxiliados pelo crédito e por programas de pesquisa e extensão rural, notadamente através da Embrapa. A linha especial de crédito para  mulheres e jovens agricultores visa estimular o espírito empreendedor e a inovação.
Com o Programa de Reforma Agrária, por outro lado, o objetivo do país é dar vida e condições adequadas de trabalho para mais de um milhão de famílias que vivem em áreas distribuídas pelo governo federal, uma iniciativa capaz de gerar dois milhões de empregos. Através de parcerias, políticas públicas e parcerias internacionais, o governo está trabalhando para garantir infraestrutura para os assentamentos, a exemplo de escolas e estabelecimentos de saúde. A ideia é que o acesso à terra represente apenas o primeiro passo para a implementação de um programa de reforma da qualidade da terra.
Mais de 600 000 km² de terras são divididas em cerca de cinco mil domínios da propriedade rural, uma área agrícola atualmente com três fronteiras: a região Centro-Oeste (cerrado), a região Norte (área de transição) e de partes da região Nordeste (semiárido). Na vanguarda das culturas de grãos, que produzem mais de 110 milhões de toneladas/ano, é a de soja, produzindo 50 milhões de toneladas.
Na pecuária bovina de sensibilização do setor, o "boi verde", que é criado em pastagens, em uma dieta de feno e sais minerais, conquistou mercados na Ásia, Europa e nas Américas, particularmente depois do período de susto causado pela "doença da vaca louca". O Brasil possui o maior rebanho bovino do mundo, com 198 milhões de cabeças, responsável pelas exportações superando a marca de US$ 1 bilhão/ano.
Pioneiro e líder na fabricação de celulose de madeira de fibra-curta, o Brasil também tem alcançado resultados positivos no setor de embalagens, em que é o quinto maior produtor mundial. No mercado externo, responde por 25% das exportações mundiais de açúcar bruto e açúcar refinado, é o líder mundial nas exportações de soja e é responsável por 80% do suco de laranja do planeta e, desde 2003, teve o maior números de vendas de carne de frango, entre os que lidam no setor.

### Mineração
O Brasil é o segundo maior exportador mundial de minério de ferro, possui 98% das reservas conhecidas de nióbio no mundo e é um dos 5 maiores produtores mundiais de bauxita, manganês e estanho. Além disso, tem produções significativas de cobre, ouro e níquel. Na extração de pedras preciosas e semipreciosas, o Brasil é o maior produtor do mundo de ametista, topázio e ágata e é um dos maiores produtores do mundo de água-marinha, turmalina, esmeralda, granada e opala.
Em 2019, o Brasil foi o maior produtor mundial de nióbio (88,9 mil toneladas);  o segundo maior produtor mundial de tântalo (430 toneladas); o segundo maior produtor mundial de minério de ferro (405 milhões de toneladas); o quarto maior produtor mundial de manganês (1,74 milhão de toneladas); o quarto maior produtor mundial de bauxita (34 milhões de toneladas); o quarto maior produtor mundial de vanádio (5,94 mil toneladas); o quinto maior produtor mundial de lítio (2,4 mil toneladas); o sexto maior produtor mundial de estanho (14 mil toneladas); o oitavo maior produtor mundial de níquel (60,6 mil toneladas); o oitavo maior produtor mundial de fosfato (4,7 milhões de toneladas); o décimo segundo maior produtor mundial de ouro (90 toneladas); o décimo quarto maior produtor mundial de cobre (360 mil toneladas); o décimo quarto maior produtor mundial de titânio (25 mil toneladas); o décimo terceiro maior produtor mundial de gipsita (3 milhões de toneladas); o terceiro maior produtor mundial de grafite (96 mil toneladas); o vigésimo primeiro maior produtor mundial de enxofre (500 mil toneladas); o nono maior produtor mundial de sal (7,4 milhões de toneladas); além de ter tido uma produção de cromo de 200 mil toneladas.
A nova fronteira da exploração mineral é a mineração marinha. Em 2015, o Brasil passou a integrar o grupo de vanguarda das pesquisas minerais oceânicas junto à Autoridade Internacional de Fundos Marinhos (ISA).

### Indústria
O Brasil tem o segundo maior parque industrial na América. Contabilizando 28,5% do PIB do país, as diversas indústrias brasileiras variam de automóveis, aço e petroquímicos até computadores, aeronaves e bens de consumo duráveis. Com o aumento da estabilidade econômica fornecido pelo Plano Real, as empresas brasileiras e multinacionais têm investido pesadamente em novos equipamentos e tecnologia, uma grande parte dos quais foi comprado de empresas estadunidenses.
O Banco Mundial lista os principais países produtores a cada ano, com base no valor total da produção. Pela lista de 2019, o Brasil tem a 13ª indústria mais valiosa do mundo (US $ 173,6 bilhões). No continente americano, perde somente para os EUA (2º lugar) e o México (12º lugar). Na indústria de alimentos, o Brasil foi o segundo maior exportador mundial de alimentos processados em 2019. Em 2016, o país foi o 2º produtor de celulose no mundo e o 8º produtor de papel. No setor de calçados, em 2019, o Brasil ocupou o 4º lugar entre os produtores mundiais. Em 2019, o país foi o 8º produtor de veículos e o 9º produtor de aço do mundo. Em 2018, a indústria química brasileira ocupava a 8ª posição mundial. Na indústria têxtil, o Brasil, embora estivesse entre os 5 maiores produtores do mundo em 2013, estava mal integrado ao comércio mundial. No setor de aviação, o o Brasil tem a Embraer, a terceira maior fabricante de aeronaves do mundo, atrás apenas da Boeing e Airbus.
O Brasil possui também um diversificado e relativamente sofisticado setor de serviços. Durante a década de 1990, o setor bancário representou 16% do PIB. Apesar de sofrer uma grande reformulação, a indústria de serviços financeiros do Brasil oferece às empresas locais uma vasta gama de produtos e está atraindo inúmeros novos operadores, incluindo empresas financeiras estadunidenses. A B3 está passando por um processo de consolidação e o setor de resseguros, anteriormente monopolista, está sendo aberto a empresas de terceiros.
Em 31 de dezembro de 2007, havia cerca de 21.304.000 linhas de banda larga no Brasil. Mais de 75% das linhas de banda larga via DSL e 10% através de modem por cabo.
As reservas de recursos minerais são extensas. Grandes reservas de ferro e manganês são importantes fontes de matérias-primas industriais e receitas de exportação. Depósitos de níquel, estanho, cromita, urânio, bauxita, berílio, cobre, chumbo, tungstênio, zinco, ouro, nióbio e outros minerais são explorados. Alta qualidade de cozimento de carvão de grau exigido na indústria siderúrgica está em falta. O Brasil possui extensas reservas de terras raras, minerais essenciais à indústria de alta tecnologia. De acordo com a Associação Mundial do Aço, o Brasil é um dos maiores produtores de aço do mundo, tendo estado sempre entre os dez primeiros nos últimos anos.
O Brasil, junto ao México, está na vanguarda do fenômeno das multinacionais latino-americanas, que, graças à tecnologia superior e organização, tornou-se sucesso mundial. Essas multinacionais têm feito essa transição, investindo maciçamente no exterior, na região e fora dela, e assim realizando uma parcela crescente de suas receitas em nível internacional. O Brasil também é pioneiro nos campos da pesquisa de petróleo em águas profundas, de onde 73% de suas reservas são extraídas. De acordo com estatísticas do governo, o Brasil foi o primeiro país capitalista a reunir as dez maiores empresas montadoras de automóvel em seu território nacional.
Desde a Crise da Dívida Externa e os reajustes e reformas de 1990, o Brasil vem passando por um processo de desindustrialização. Após a abertura do mercado brasileiro para importações de manufaturas vindas de países como a China, as indústrias brasileiras vêm regredindo no mercado nacional e internacional, não conseguindo competir com aquelas de outros países. Economistas brasileiros críticos desse processo, como Bresser-Pereira, afirmam que a falta de competitividade se dá pelo abandono de uma política industrial por parte do Estado brasileiro após os reajustes dos anos 1990 e pelas políticas macroeconômicas que vigoram no país desde então, que fazem do preço da manufatura nacional menos competitivo. Esse abandono, aliado às agressivas e efetivas políticas industriais, de tecnologia e inovação chinesas, cria um cenário particularmente desfavorável à indústria brasileira. O Estado, de modo geral, não tem a incentivado, apenas concedendo benefícios esporádicos à Indústria automobilística e a produtores de eletrodomésticos, ou "linha branca". A competitividade da indústria brasileira também vem sendo abalada por uma série de outros fatores, como o elevado preço da energia elétrica e do gás natural, a cumulatividade dos impostos e a pesada carga tributária.

### Turismo
Na lista dos destinos turísticos mundiais, em 2018, o Brasil foi o 48º país mais visitado, com 6,6 milhões de turistas (e faturamento de 5,9 bilhões de dólares). O turismo na América do Sul como um todo ainda é pouco desenvolvido: na Europa, por exemplo, os países obtêm valores anuais de turismo como 73,7 bilhões de dólares (Espanha), recebendo 82,7 milhões de turistas ou 67,3 bilhões de dólares (França), recebendo 89,4 milhões de turistas. Enquanto a Europa recebeu 710 milhões de turistas em 2018, a Ásia 347 milhões e a América do Norte 142,2 milhões, a América do Sul recebeu apenas 37 milhões, a América Central 10,8 milhões e o Caribe 25,7 milhões.

### Maiores companhias
Em 2023, 21 empresas brasileiras foram incluídas na Forbes Global 2000 - uma classificação anual das principais 2000 companhias em todo o mundo pela revista Forbes. As 10 maiores empresas brasileiras são:
| #  | Forbes Global 2000 | Nome            | Receita (em bilhões de US$) | Lucro (em bilhões de US$) | Ativos (em bilhões de US$) | Valor (em bilhões de US$) | Setor            |
| -- | ------------------ | --------------- | --------------------------- | ------------------------- | -------------------------- | ------------------------- | ---------------- |
| 1  | 58                 | Petrobras       | 124,17                      | 36,47                     | 184,9                      | 63,03                     | Petróleo e gás   |
| 2  | 98                 | Itaú Unibanco   | 53,17                       | 5,75                      | 441,4                      | 51,28                     | Bancário         |
| 3  | 139                | Vale            | 41,43                       | 15,98                     | 87,72                      | 61,72                     | Mineração        |
| 4  | 171                | Banco do Brasil | 53,98                       | 5,76                      | 380,27                     | 24,85                     | Bancário         |
| 5  | 173                | Bradesco        | 56,26                       | 3,49                      | 357,45                     | 31,6                      | Bancário         |
| 6  | 372                | BTG Pactual     | 15,49                       | 1,52                      | 85,35                      | 50,77                     | Bancário         |
| 7  | 563                | JBS             | 72,58                       | 2,99                      | 39,42                      | 8,16                      | Alimentação      |
| 8  | 774                | Suzano          | 9,96                        | 3,55                      | 26,7                       | 10,95                     | Papel e celulose |
| 9  | 928                | Eletrobras      | 6,79                        | 705 milhões               | 51,18                      | 17,28                     | Energia          |
| 10 | 980                | Gerdau          | 15,7                        | 2,27                      | 14,94                      | 8,73                      | Siderurgia       |

### Energia

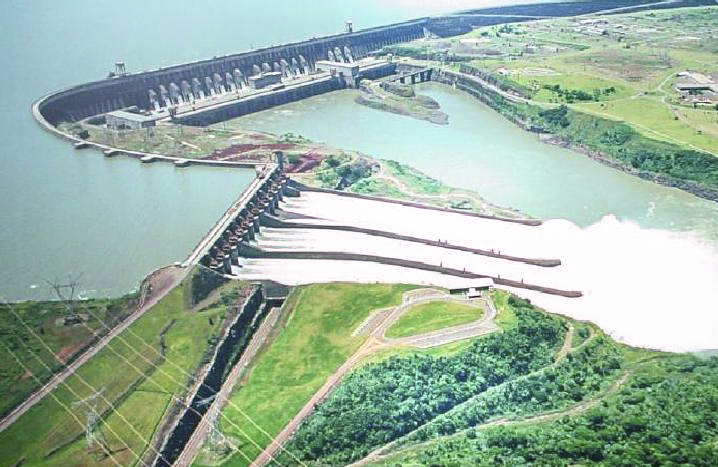
Usina Hidrelétrica de Itaipu. O Brasil é um dos 5 maiores produtores de energia hidrelétrica do mundo (2o lugar em 2017, atrás somente da Usina Hidrelétrica Três Gargantas na China.)

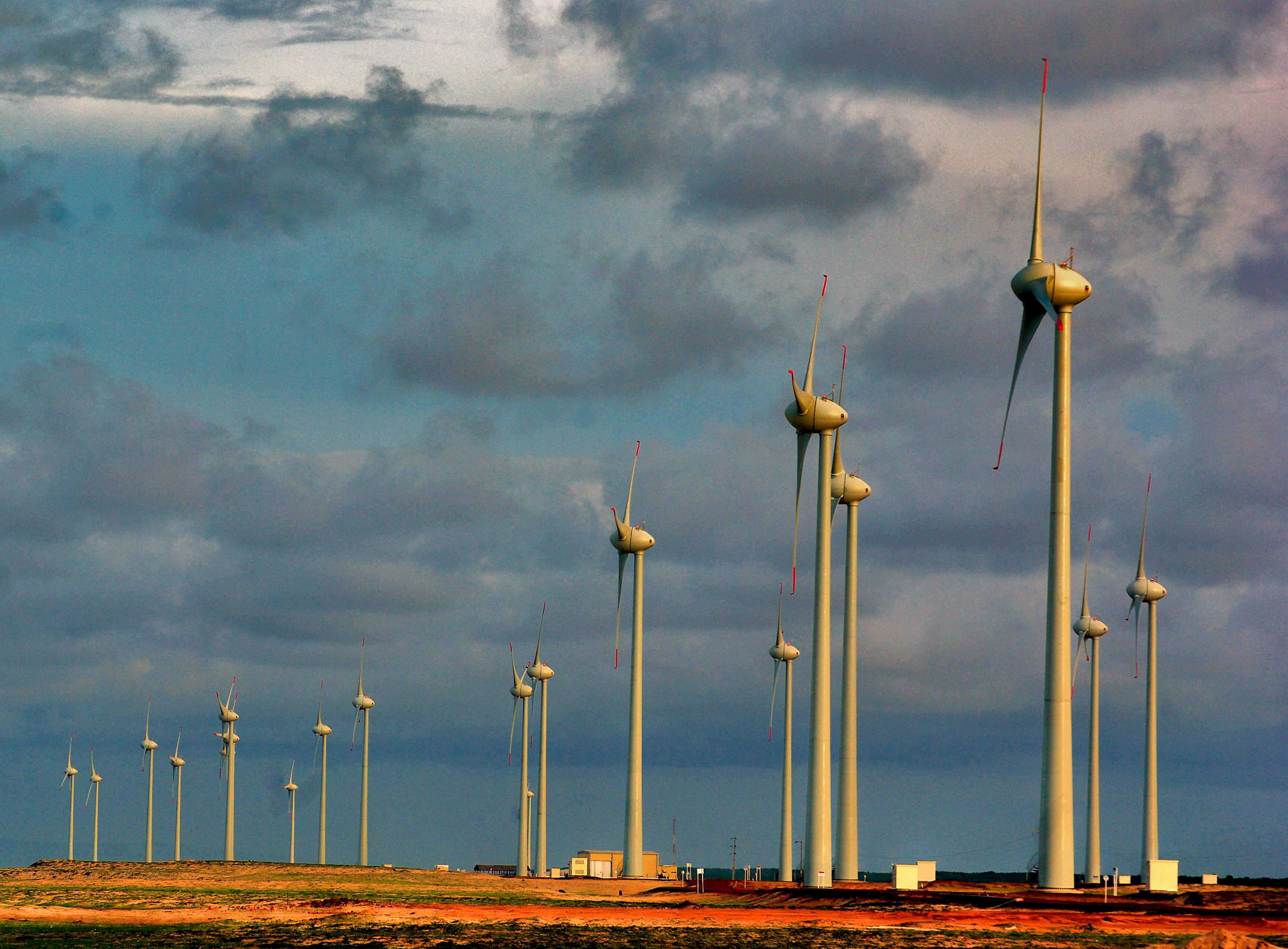
Usina eólica em Parnaíba, Piauí. O Brasil é um dos 5 maiores produtores de energia eólica do mundo (4° lugar em 2021).

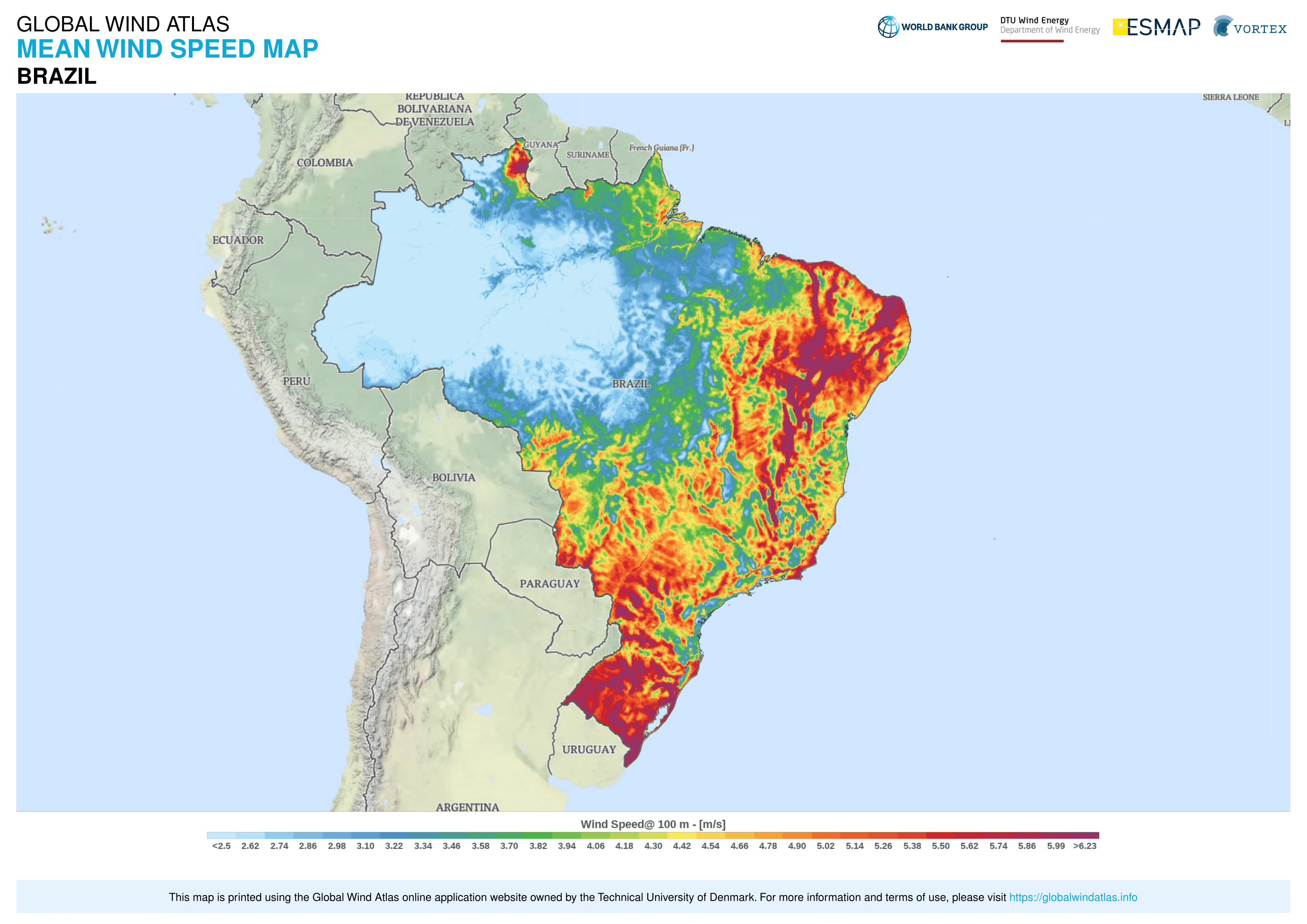
Velocidade do vento no Brasil. O Nordeste e o Sul são os locais com melhor capacidade para instalação de usinas eólicas

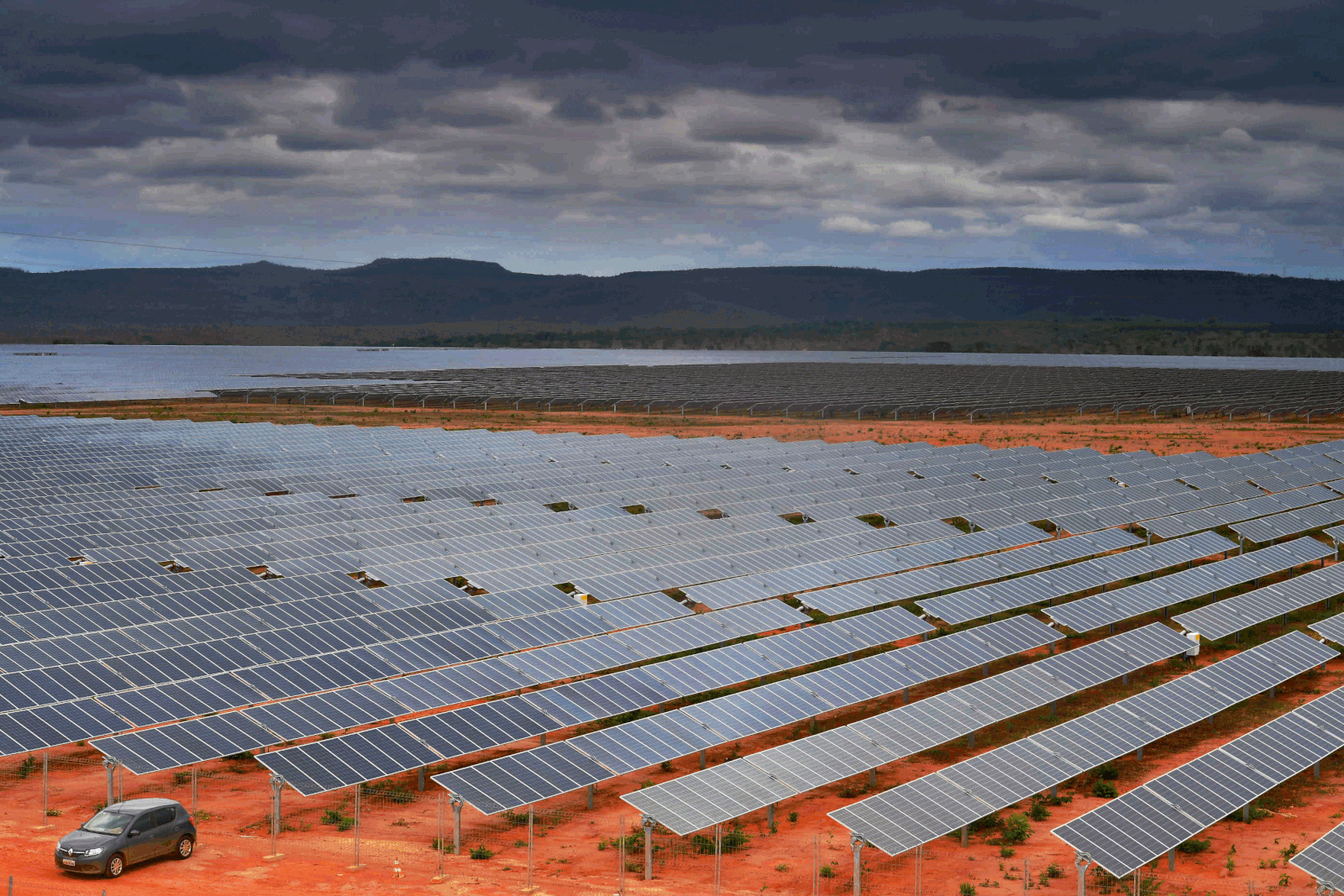
Complexo Solar de Pirapora, maior do Brasil e da América Latina com capacidade de 321 MW.

O governo brasileiro empreendeu um ambicioso programa para reduzir a dependência do petróleo importado, ao longo das décadas. As importações eram responsáveis por mais de 70% das necessidades de petróleo do país. O Brasil chegou a proclamar uma autossuficiência em petróleo em 2006, mas desde 2010 a balança comercial nesse setor se encontra deficitária. Em janeiro de 2013, a Petrobrás produziu 1,98 milhão de barris/dia e refinou 2,111 milhões de barris/dia, tendo um deficit de 130 mil barris/dia, que foram importados. O Brasil foi o 10º maior produtor mundial de petróleo em 2019, com 2,8 milhões de barris/dia. A produção consegue suprir a demanda do país. Na produção de gás natural, o Brasil tem uma produção considerável, mas que não atende toda a sua demanda: em 2018, produziu 877 bcf (bilhões de pés cúbicos). Em termos de comparação, a Argentina produziu no mesmo ano 1.524 bcf, a Venezuela 946, Bolívia 617, Peru 451 e Colômbia 379. No início de 2020, na produção de petróleo e gás natural, o país ultrapassou, pela primeira vez, 4 milhões de barris de óleo equivalente por dia. Em janeiro deste ano, foram extraídos 3,168 milhões de barris de petróleo e 138,753 milhões de metros cúbicos de gás natural. Em 2019, o Rio de Janeiro era o maior produtor de petróleo e gás natural do Brasil, respondendo por 71% do volume total produzido. São Paulo vem em segundo lugar, com 11,5% de participação na produção total.
O Brasil é um dos principais produtores mundiais de energia hidrelétrica. Em 2019, o Brasil contava com 217 usinas hidrelétricas em operação, com capacidade instalada de 98.581 MW, 60,16% da geração de energia do país. Na geração total de eletricidade, em 2019 o Brasil atingiu 170.000 megawatts de capacidade instalada, mais de 75% de fontes renováveis (a maioria, hidrelétricas).
Em 2013, o Sudeste utilizou cerca de 50% da carga do Sistema Integrado Nacional (SIN), sendo a principal região consumidora de energia do país. A capacidade instalada de geração de eletricidade da região totalizou quase 42.500 MW, o que representou cerca de um terço da capacidade de geração do Brasil. A geração hidrelétrica representou 58% da capacidade instalada da região, com os 42% restantes correspondendo basicamente à geração termelétrica. São Paulo respondeu por 40% dessa capacidade; Minas Gerais em cerca de 25%; Rio de Janeiro por 13,3%; e o Espírito Santo no restante. A Região Sul possui a Usina de Itaipu, que foi a maior hidrelétrica do mundo por vários anos, até a inauguração da Usina de Três Gargantas na China. Continua a ser a segunda maior hidrelétrica operacional do mundo. O Brasil é co-proprietário da Usina de Itaipu com o Paraguai: a barragem fica no Rio Paraná, localizada na fronteira entre os países. Tem uma capacidade de geração instalada de 14 GW por 20 unidades geradoras de 700 MW cada. O Norte do Brasil possui grandes usinas hidrelétricas, como Belo Monte e Tucuruí, que produzem grande parte da energia nacional. O potencial hidrelétrico do Brasil ainda não foi totalmente explorado, então o país ainda tem capacidade para construir várias usinas de energia renovável em seu território.
O potencial bruto de recursos eólicos do Brasil é estimado em cerca de 522 GW (isto, apenas na instalação em terra, ignorando as usinas eólicas que também podem ser instaladas no mar), energia suficiente para atender o triplo da demanda atual do país. Em janeiro de 2022, de acordo com o ONS, a capacidade instalada total era de 21 GW, com fator de capacidade médio de 58%. Enquanto a média mundial dos fatores de capacidade de produção eólica é de 24,7%, existem áreas no Brasil, especialmente no Estado da Bahia, onde alguns parques eólicos registram com fatores de capacidade médios acima de 60%; o fator de capacidade médio na Região Nordeste é de 45% no litoral e 49% no interior. Em 2019, a energia eólica representava 9% da energia gerada no país. Em 2021 o Brasil era o 7° país do mundo em termos de potência instalada de energia eólica (21 GW) e o 4º país que mais produzia energia eólica (72 TWh), atrás apenas de China, EUA e Alemanha.
O primeiro reator nuclear comercial do Brasil, Angra I, localizado perto do Rio de Janeiro, está em operação há mais de 10 anos. Angra II foi concluído em 2002 e está em operação também. Angra III tem a sua inauguração prevista para 2014. Os três reatores terão uma capacidade combinada de 9.000 megawatts quando concluídos. O governo também planeja construir mais 17 centrais nucleares até ao ano de 2020. A energia nuclear responde por cerca de 4% da eletricidade do Brasil.
Em outubro de 2022, de acordo com o ONS, a capacidade instalada total de energia solar fotovoltaica era de 21 GW, com fator de capacidade médio de 23%. Alguns dos estados brasileiros mais irradiados são Minas Gerais, Bahia e Goiás, que possuem recordes mundiais de irradiação. Em 2019, a energia solar representava 1,27% da energia gerada no país. Em 2021 o Brasil era o 14° país do mundo em termos de potência instalada de energia solar (13 GW), e o 11º país do mundo que mais produzia energia solar (16,8 TWh).

## Exportações

Principais produtos de exportação do Brasil em 2019

O Brasil foi o 27° maior exportador mundial em 2019, com 1,2% do total global.
Em 2019, o Brasil exportou perto de U$ 225 bilhões e importou U$ 177 bilhões, tendo um superávit de U$ 48 bilhões. Os dez principais produtos de exportação do país foram:
- Soja - representou 12% das exportações do país, a um valor de U$ 26 bilhões.
- Petróleo - 11% das exportações, a um valor próximo de U$ 24 bilhões.
- Minério de ferro - Quase 10% das exportações do Brasil, a um valor de U$ 22 bilhões.
- Celulose - 3,4% das exportações, a um valor de U$ 7,5 bilhões.
- Milho - 3,3% das exportações nacionais, valendo U$ 7,3 bilhões.
- Carne bovina - Quase 3% da exportação brasileira, totalizando U$ 6,5 bilhões.
- Carne de frango - 2,8% da exportação do país, a um valor de U$ 6,3 bilhões.
- Farelo de soja - 2,6% das exportações brasileiras, valendo U$ 5,8 bilhões.
- Açúcar - 2% das exportações, a um valor de U$ 4,6 bilhões.
- Café - 2% das exportações, a um valor de U$ 4,5 bilhões.[160][161]

Nos produtos manufaturados em geral, o país exportou U$ 5,8 bilhões no ano. O país também exporta algodão, tabaco, suco de frutas, calçados, aviões, helicópteros, carros, partes de veículos, ouro, álcool, ferro semiacabado, entre outros.
Os principais países para os quais o Brasil exporta, em 2019, foram:
- China - U$ 63,4 bilhões
- Estados Unidos - U$ 29,7 bilhões
- Holanda - U$ 10,1 bilhões
- Argentina - U$ 9,8 bilhões
- Japão - U$ 5,4 bilhões
- Chile - U$ 5,2 bilhões
- México - U$ 4,9 bilhões
- Alemanha - U$ 4,7 bilhões
- Espanha - U$ 4 bilhões
- Coreia do Sul - U$ 3,4 bilhões.[160]

O modelo de exportação do país, até hoje, é excessivamente baseado em exportação de produtos básicos ou semimanufaturados, gerando críticas, visto que tal modelo gera pouco valor monetário, o que impede maior crescimento do país a longo prazo. Existem diversos fatores que causam este problema, sendo os principais: a cobrança excessiva de impostos em cima da produção, a falta ou deficiência de infraestrutura (meios de transporte como rodovias, ferrovias e portos insuficientes ou fracos para as necessidades do país, a logística ruim e a burocracia excessiva) para exportação, os custos altos de produção (energia cara, combustível caro, manutenção de caminhões cara, taxas de empréstimo e financiamento bancário para produção caras, taxas de exportação caras), baixa eficiência da mão de obra brasileira, a falta de uma política industrial, a falta de foco na agregação de valor, a falta de agressividade nas negociações internacionais, além de barreiras tarifárias abusivas impostas por outros países à exportação do país. Devido a isso, o Brasil nunca teve grande destaque no comércio internacional. Pelo seu tamanho e potencial, teria condições de estar entre os dez maiores exportadores do mundo, porém, sua participação nas transações comerciais globais costuma oscilar entre 0,5 e 2% somente. Dentre os dez produtos que o Brasil mais exporta e que geram maior valor, oito têm origem no agro. Embora ainda modestas, as exportações do país evoluíram, sendo hoje mais diversificadas do que foram no passado. No início do século XX, 70% das exportações brasileiras restringiam-se ao café.  No cômputo geral do comércio global, no entanto, ainda concentra suas poucas exportações em produtos de baixa tecnologia (commodities agrícolas e minerais, principalmente) e, portanto, com baixo valor agregado. No primeiro semestre de 2021, as exportações somaram US$ 136,7 bilhões, alta de 35,8% na média diária em relação ao mesmo período de 2020. O bom resultado está relacionado à forte demanda mundial por commodities, ou seja, produtos com cotação internacional, como alimentos, petróleo e minério de ferro. Como exemplo, pode-se citar a exportação de ovos (in natura e processados), que tiveram alta de 145,1% no primeiro semestre de 2021.

## Situação econômica
| “ | [...] (O Brasil) É um dos poucos países que conseguiram com sucesso reduzir a desigualdade econômica, no momento em que as desigualdades em todos os lugares estavam em aprofundamento. Sucessivos governos brasileiros, de partidos políticos rivais, conseguiram melhorar a educação, a saúde e a qualidade de vida de milhões de cidadãos pobres e que agora se juntaram a uma crescente classe média. O Brasil tem uma política energética que gerou a mais vibrante indústria de biocombustíveis do mundo. Em 1995, 15 por cento das crianças em idade escolar não iam à escola. Em 2005, caiu para 3 por cento e hoje o Brasil praticamente atingiu o ensino básico universal. | ” |

Moisés Naím, Newsweek, 22 de junho de 2009

### Crescimento sustentado
Somente  em 1808, mais de trezentos anos depois de ser descoberto por Portugal, é que o Brasil obteve uma autorização do governo português para estabelecer as primeiras fábricas.
No século XXI, o Brasil é uma das dez maiores economias do mundo. Se, pelo menos até meados do século XX, a pauta de suas exportações era basicamente constituída de matérias-primas e alimentos, como o açúcar, borracha e ouro, hoje 84% das exportações se constituem de produtos manufaturados e semimanufaturados.
Nos anos 2000, a produção interna aumentou 32,3%. O agronegócio (agricultura e pecuária) cresceu 47%, ou 3,6% ao ano, sendo o setor mais dinâmico - mesmo depois de ter resistido às crises internacionais, que exigiram uma constante adaptação da economia brasileira.
A posição em termos de transparência do Brasil no ranking internacional é a 75ª de acordo com a Transparência Internacional. É igual à posição da Colômbia, do Peru e do Suriname.

### Controle e reforma
Entre as medidas recentemente adotadas a fim de equilibrar a economia, o Brasil realizou reformas para a sua segurança social e para os sistemas fiscais. Essas mudanças trouxeram consigo um acréscimo notável: a Lei de Responsabilidade Fiscal, que controla as despesas públicas dos Poderes Executivos federal, estadual e municipal. Ao mesmo tempo, os investimentos foram feitos no sentido da eficiência da administração e políticas foram concebidas para incentivar as exportações, a indústria e o comércio, criando "janelas de oportunidade" para os investidores locais e internacionais e produtores. Com estas mudanças, o Brasil reduziu sua vulnerabilidade. Além disso, diminuiu drasticamente as importações de petróleo bruto e tem metade da sua dívida doméstica pela taxa de câmbio ligada a certificados. O país viu suas exportações crescerem, em média, a 20% ao ano. A taxa de câmbio não coloca pressão sobre o setor industrial ou sobre a inflação (em 4% ao ano) e acaba com a possibilidade de uma crise de liquidez. Como resultado, o país, depois de 12 anos, conseguiu um saldo positivo nas contas que medem as exportações e importações, acrescido de juros, serviços e pagamentos no exterior. Assim, respeitados economistas disseram que o país não seria profundamente afetado pela Grande Recessão.[carece de fontes?]

### Políticas

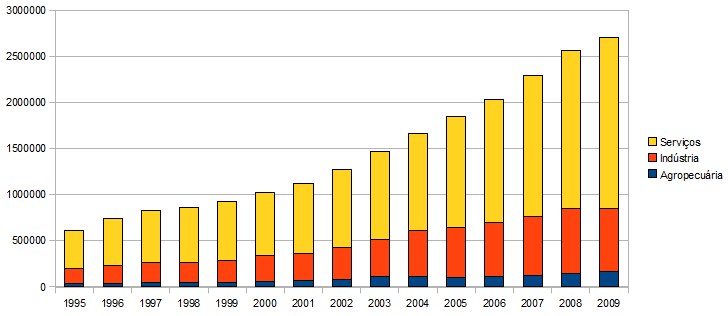
Evolução do PIB do Brasil entre 1995 e 2009, em milhões de reais.

O apoio para o setor produtivo foi simplificado em todos os níveis; ativos e independentes, o Congresso e o Poder Judiciário procederam à avaliação das normas e regulamentos. Entre as principais medidas tomadas para estimular a economia estão a redução de até 30% do Imposto sobre Produtos Industrializados (IPI) e o investimento de US$ 8 bilhões em frotas de transporte rodoviário de cargas, melhorando assim a logística de distribuição. Recursos adicionais garantem a propagação de telecentros de negócios e informações.
A implementação de uma política industrial, tecnológica e de comércio exterior, por sua vez, resultou em investimentos de US$ 19,5 bilhões em setores específicos, como softwares e semicondutores, farmacêutica e medicamentos e no setor de bens de capital.

## Renda
O salário mínimo fixado em 1.º de janeiro de 2023 é de R$ 1302,00. O PIB per capita do país em 2021 foi de R$ 40.497,00. Um estudo da Fundação Getúlio Vargas, com base em dados do IBGE, elaborou uma lista das profissões mais bem pagas do Brasil em 2007. Os valores podem variar muito de acordo com o estado da federação em que o profissional vive. As carreiras de Direito, Administração e Medicina ficaram entre as mais bem pagas, seguidas por algumas Engenharias.